# 地球の最先端をスクープ!SCOOPER
『地球の最先端をスクープ!SCOOPER』（ちきゅうのさいせんたんをスクープ!スクーパー）は、日本テレビ系列で2011年4月1日から2012年3月30日まで毎週金曜日23:30 - 23:58（JST）に放送されていたバラエティ番組。略称は『SCOOPER』。

## 概要
地球から何万光年も離れた惑星「スクーパー星」の宇宙人が日本人の姿に成りすまし、日本や世界の最先端技術について学ぶ。
宇宙と交信ができる最新通信システムが取り揃えられたベース基地には世界中に潜伏するSCOOPER達から極秘情報が随時送られており、その高い技術を自分達の惑星に持ち帰るべく情報を日々収集している。
タイトルロゴのフォントはゲーム会社の「SEGA」マークとほぼ同じだが関連性はない。
最終回ではボスが虎ノ門の月9に移動することを理由にボスの座をラルフマンに譲り番組は終了した。

## 出演者
ボス
- 椎名桔平

秘書（ラルフマン）
- 鈴木崇司（日本テレビアナウンサー）

## ゲストスクーパー星人
| 放送回数 | 放送日         | ゲスト                 |
| -------- | -------------- | ---------------------- |
| 第1回    | 2011年4月1日   | 長谷川理恵             |
| 第2回    | 2011年4月8日   | 平愛梨                 |
| 第3回    | 2011年4月15日  | 優木まおみ             |
| 第4回    | 2011年4月22日  | 片瀬那奈               |
| 第5回    | 2011年4月29日  | 小林麻耶               |
| 第6回    | 2011年5月6日   | いとうあさこ           |
| 第7回    | 2011年5月13日  | 蛯原友里               |
| 第8回    | 2011年5月20日  | 菊川怜                 |
| 第9回    | 2011年5月27日  | 冨永愛                 |
| 第10回   | 2011年6月3日   | 柳原可奈子             |
| 第11回   | 2011年6月10日  | 中川翔子               |
| 第12回   | 2011年6月17日  | スザンヌ               |
| 第13回   | 2011年6月24日  | 押切もえ               |
| 第14回   | 2011年7月1日   | 木下優樹菜             |
| 第15回   | 2011年7月8日   | SHIHO                  |
| 第16回   | 2011年7月15日  | 木下秀翠               |
| 第17回   | 2011年7月22日  | ローラ                 |
| 第18回   | 2011年7月29日  | 戸田恵子               |
| 第19回   | 2011年8月5日   | 上原多香子             |
| 第20回   | 2011年8月12日  | 丸山桂里奈             |
| 第21回   | 2011年8月19日  | 鈴木えみ               |
| 第22回   | 2011年8月26日  | 宮本笑里               |
| 第23回   | 2011年9月2日   | 田中美保               |
| 第24回   | 2011年9月9日   | 草刈民代               |
| 第25回   | 2011年9月16日  | 山田優                 |
| 第26回   | 2011年9月23日  | 椿鬼奴                 |
| 第27回   | 2011年9月30日  | ミムラ                 |
| 第28回   | 2011年10月7日  | 深田恭子               |
| 第29回   | 2011年10月14日 | イモトアヤコ           |
| 第30回   | 2011年10月21日 | 柿沢安耶               |
| 第31回   | 2011年10月28日 | 渡辺満里奈             |
| 第32回   | 2011年11月4日  | hitomi                 |
| 第33回   | 2011年11月11日 | 加藤夏希               |
| 第34回   | 2011年11月18日 | 久本雅美               |
| 第35回   | 2011年11月25日 | はるな愛               |
| 第36回   | 2011年12月2日  | 北斗晶                 |
| 第37回   | 2011年12月9日  | 本仮屋ユイカ           |
| 第38回   | 2011年12月16日 | 内田恭子               |
| 第39回   | 2011年12月23日 | 田中麗奈               |
| 第40回   | 2011年12月30日 | 柴田理恵               |
| 第41回   | 2012年1月6日   | 植村花菜               |
| 第42回   | 2012年1月13日  | 鈴木亜美               |
| 第43回   | 2012年1月20日  | 剛力彩芽               |
| 第44回   | 2012年1月27日  | 小島慶子               |
| 第45回   | 2012年2月3日   | 眞鍋かをり             |
| 第46回   | 2012年2月10日  | 市原ひかり             |
| 第47回   | 2012年2月17日  | 志田未来               |
| 第48回   | 2012年2月24日  | 東尾理子               |
| 第49回   | 2012年3月2日   | アンナ・ケイ           |
| 第50回   | 2012年3月9日   | リサ・ステッグマイヤー |
| 第51回   | 2012年3月16日  | トリンドル玲奈         |
| 第52回   | 2012年3月23日  | 板野友美 (AKB48)       |
| 第53回   | 2012年3月30日  | 総集編                 |

## スポンサー
マツダの一社提供（それまでの『金曜ロードショー』からの移行）。
東日本大震災の影響により、初回・第2回は広告出稿を自粛しACジャパンのみで対応した。第3回は提供クレジットのみ自粛した。第4回以降は通常通り。
提供クレジットは番組中盤、「広島からの報告」や「新しい技術が開発された」という形で挿入される。

## ネット局
| 放送対象地域   | 放送局                              | 系列                                           | 放送曜日・放送時間 |
| -------------- | ----------------------------------- | ---------------------------------------------- | ------------------ |
| 関東広域圏     | 日本テレビ（NTV） 『SCOOPER』制作局 | 日本テレビ系列                                 | 金曜 23:30 - 23:58 |
| 北海道         | 札幌テレビ（STV）                   | 日本テレビ系列                                 | 金曜 23:30 - 23:58 |
| 青森県         | 青森放送（RAB）                     | 日本テレビ系列                                 | 金曜 23:30 - 23:58 |
| 岩手県         | テレビ岩手（TVI）                   | 日本テレビ系列                                 | 金曜 23:30 - 23:58 |
| 宮城県         | ミヤギテレビ（MMT）                 | 日本テレビ系列                                 | 金曜 23:30 - 23:58 |
| 秋田県         | 秋田放送（ABS）                     | 日本テレビ系列                                 | 金曜 23:30 - 23:58 |
| 山形県         | 山形放送（YBC）                     | 日本テレビ系列                                 | 金曜 23:30 - 23:58 |
| 福島県         | 福島中央テレビ（FCT）               | 日本テレビ系列                                 | 金曜 23:30 - 23:58 |
| 山梨県         | 山梨放送（YBS）                     | 日本テレビ系列                                 | 金曜 23:30 - 23:58 |
| 新潟県         | テレビ新潟（TeNY）                  | 日本テレビ系列                                 | 金曜 23:30 - 23:58 |
| 長野県         | テレビ信州（TSB）                   | 日本テレビ系列                                 | 金曜 23:30 - 23:58 |
| 静岡県         | 静岡第一テレビ（SDT）               | 日本テレビ系列                                 | 金曜 23:30 - 23:58 |
| 富山県         | 北日本放送（KNB）                   | 日本テレビ系列                                 | 金曜 23:30 - 23:58 |
| 石川県         | テレビ金沢（KTK）                   | 日本テレビ系列                                 | 金曜 23:30 - 23:58 |
| 福井県         | 福井放送（FBC）                     | 日本テレビ系列／テレビ朝日系列                 | 金曜 23:30 - 23:58 |
| 中京広域圏     | 中京テレビ（CTV）                   | 日本テレビ系列                                 | 金曜 23:30 - 23:58 |
| 近畿広域圏     | 読売テレビ（ytv）                   | 日本テレビ系列                                 | 金曜 23:30 - 23:58 |
| 鳥取県・島根県 | 日本海テレビ（NKT）                 | 日本テレビ系列                                 | 金曜 23:30 - 23:58 |
| 広島県         | 広島テレビ（HTV）                   | 日本テレビ系列                                 | 金曜 23:30 - 23:58 |
| 山口県         | 山口放送（KRY）                     | 日本テレビ系列                                 | 金曜 23:30 - 23:58 |
| 徳島県         | 四国放送（JRT）                     | 日本テレビ系列                                 | 金曜 23:30 - 23:58 |
| 香川県・岡山県 | 西日本放送（RNC）                   | 日本テレビ系列                                 | 金曜 23:30 - 23:58 |
| 愛媛県         | 南海放送（RNB）                     | 日本テレビ系列                                 | 金曜 23:30 - 23:58 |
| 高知県         | 高知放送（RKC）                     | 日本テレビ系列                                 | 金曜 23:30 - 23:58 |
| 福岡県         | 福岡放送（FBS）                     | 日本テレビ系列                                 | 金曜 23:30 - 23:58 |
| 長崎県         | 長崎国際テレビ（NIB）               | 日本テレビ系列                                 | 金曜 23:30 - 23:58 |
| 熊本県         | くまもと県民テレビ（KKT）           | 日本テレビ系列                                 | 金曜 23:30 - 23:58 |
| 大分県         | テレビ大分（TOS）                   | フジテレビ系列／日本テレビ系列                 | 金曜 23:30 - 23:58 |
| 宮崎県         | テレビ宮崎（UMK）                   | フジテレビ系列／日本テレビ系列／テレビ朝日系列 | 金曜 23:30 - 23:58 |
| 鹿児島県       | 鹿児島読売テレビ（KYT）             | 日本テレビ系列                                 | 金曜 23:30 - 23:58 |

## スタッフ
- 企画・総合演出：福士睦
- ナレーション：小山力也
- 構成：桜井慎一、小山賢太郎、大井達朗
- TM：江村多加司
- SW：鎌倉和由、望月達史
- CAM：水梨潤、岡田博文
- MIX：太田黒健至
- AUD：鈴木健介、白水英国、村瀬惰一
- VE：石山実、山口孝志
- VTR：天内理絵
- 照明：坂口尚真
- 美術プロデューサー：高津光一郎、高野泰人
- デザイン：高野雅裕、田澤奈津美
- 大道具：中島健二
- 電飾：池田大介
- 小道具：高橋吉彦
- メイク：松井悦子
- 技術協力：NiTRo、八峯テレビ、スタジオWELT
- 美術協力：日テレアート
- 編集：奥河内晋作、亮木雄大
- MA：小嶋雄介
- 協力：青二プロダクション
- 編成：稲垣眞一
- 営業推進：佐藤俊之
- 広報：齋藤貴美子
- 海外プロデューサー：牧剛史
- 海外コーディネート：TopSpin Creative Corp.、リビングインケアンズ、KMAインターフェイス
- タイトル：守屋健太郎
- CG：中村桂子
- 音効：黒田正信
- リサーチ：今井紳介
- スタッフ協力：てっぱん
- TK：南田めぐみ
- デスク：山本恭代
- AP：今井大輔、向井美科、山脇瞳
- ディレクター：松藤豪、長沼昭悟、新沢学、藤原将人、遠山広、島田健作、樫出浩行、比嘉孝太（以前はFM）
- 演出：前川善郎
- プロデューサー：納富隆治、上原敏明、佐藤理恵
- チーフプロデューサー：安岡喜郎
- 制作協力：U-FIELD
- 製作著作：日本テレビ

### 過去のスタッフ
- 営業推進：竹葉信太郎
- 広報：斉藤由美
- AP：鈴木美絵
- プロデューサー：矢澤真